# CYB5R1
NADH-cytochrome b5 reductase 1 là enzyme ở người được mã hóa bởi gen CYB5R1.

## Cấu trúc
Gen CYB5R1 nằm trên nhiễm sắc thể 1, với vị trí đặc hiệu 1q32.1. Gen có 9 exon. CYB5R1 mã hóa cho một protein nặng 34,1 kDa cấu thành từ 305 amino acid; 56 peptide đã được phát hiện từ dữ liệu khối phổ.